# 189. Reserve-Division (Wehrmacht)
Die 189. Reserve-Division war eine deutsche Infanteriedivision im Zweiten Weltkrieg. 

## Geschichte

### Aufstellung
Die Division wurde am 26. September 1942 in Friedberg aufgestellt.

### Besatzungstruppe Frankreich
Nach der Aufstellung war die Division in Mittelfrankreich stationiert. 

## 189. Infanterie-Division

### Aufstellung durch Umbenennung
Am 6. Dezember 1942 wurde die bisherige Reserve-Division in 189. Infanterie-Division umbenannt. 

### Streichung durch Umbenennung
Im Mai 1943 wurde die Division für die Aufstellung der 356. Infanterie-Division herangezogen und anschließend aufgelöst.

## 189. Reserve-Division (1944)

### Aufstellung
Am 8. Oktober 1944 wurde erneut eine 189. Reserve-Division am Oberrhein aufgestellt. 

### Vernichtung
Im Februar 1945 wurde die Einheit bei Kämpfen im Elsaß zerschlagen.
Eine am 24. März 1945 geplante Wiederaufstellung der 189. Reserve-Division wurde kurz vor Kriegsende abgebrochen.